# Francisco Javier González Peña
Francisco Javier González Peña, més conegut com a Javi Peña, és un futbolista andalús. Va nàixer a Xerès de la Frontera el 16 de setembre de 1973, i ocupa la posició de davanter.

## Trajectòria
Comença a destacar a les files del Xerez CD, equip amb el qual debuta a Segona Divisió a la campanya 90/91, encara que no es consolidaria al primer equip xeresista fins a 1994. Després de tres temporades amb els andalusos, fitxa pel Reial Saragossa, que l'incorpora al seu filial. La temporada 98/99 juga amb els aragonesos dos partits de primera divisió.
No té continuïtat al Saragossa, i a l'estiu del 1999 marxa a la UE Lleida, on qualla una bona temporada: marca 13 gols en 35 partits. Fitxa llavors pel Llevant UE, però a l'equip valencià és suplent durant dues campanyes, igual que la 02/03 a les files de la UD Almería.
Posteriorment recala en altres equips de divisions més modestes, com ara la SD Ponferradina.